# アレックス・ツェーレ

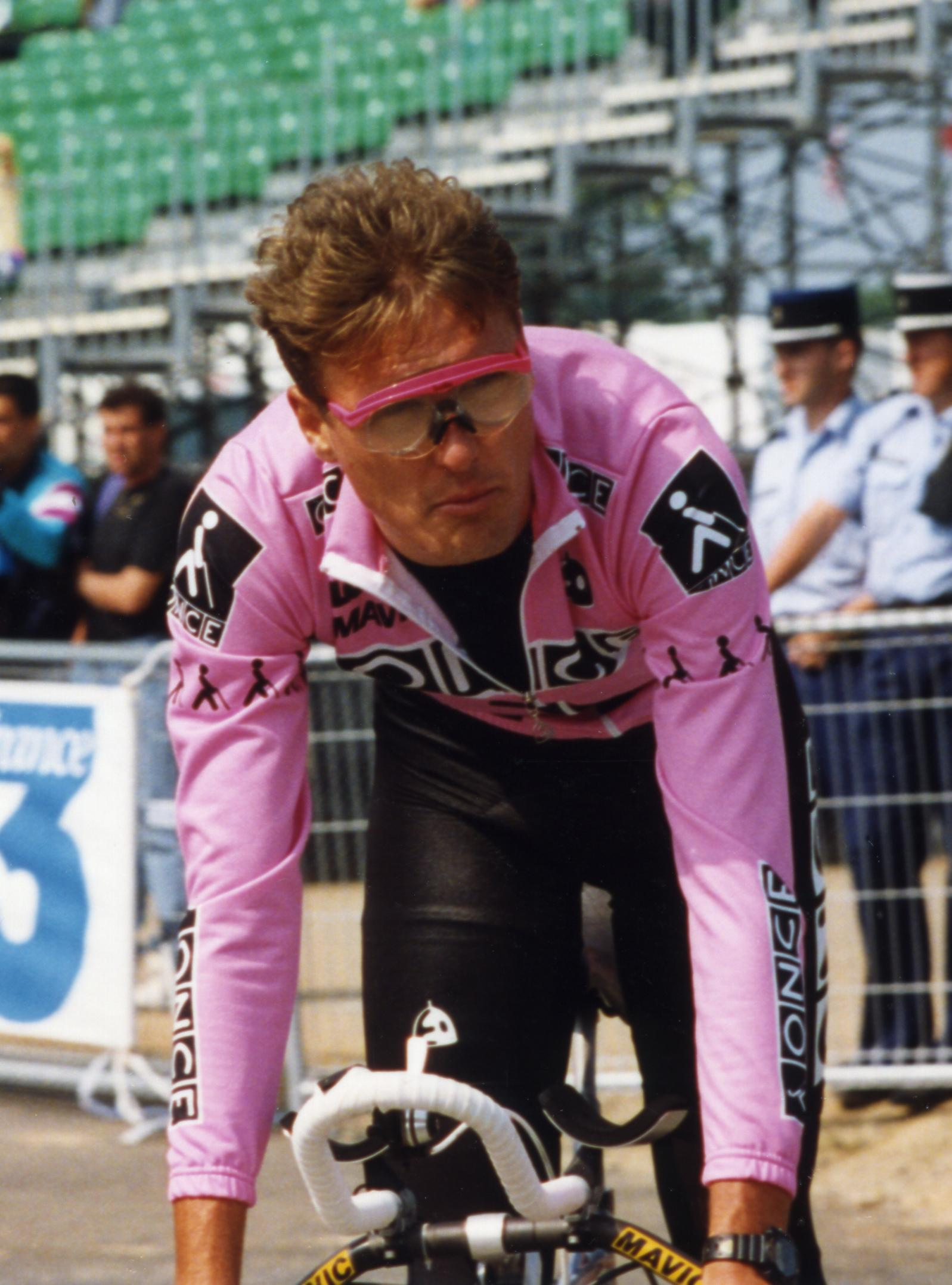
アレックス・ツェーレ

アレックス・ツェーレ（Alex Zülle、1968年7月5日 - ）は、スイスの自転車競技選手。本来の発音はツュレが近いが、日本ではツェーレやツーレと表記されることが多く、近年はツーレという表記が増えている。

## 経歴
1991年よりオンセチームの一員となり、すぐさま同チームのエースとなる。1992年にはカタルーニャ一周レースの個人タイムトライアルでインドゥラインの連勝記録を阻止する大金星を上げ、ツール・ド・フランスにおいては、1995年に5連覇を果たしたミゲル・インドゥラインに食らいつき、総合2位（区間1勝）に入るが、ここからツェーレの名はロードレース界においては欠かせないものとなっていく。ブエルタ・ア・エスパーニャを1996年、1997年と連覇し、96年には地元・スイスのルガーノで開催された世界自転車選手権の個人タイムトライアルを優勝。しかしその後オンセではローラン・ジャラベールの台頭が著しくなったことから、1998年にフェスティナに移籍。
だがそのフェスティナ時代、ツール・ド・フランスにおいてチームぐるみのドーピングスキャンダル（フェスティナ事件）が発覚、前年まで4年連続で山岳賞を獲得していたリシャール・ヴィランクら強豪選手と共にチーム全員が大会から追放される。取調べでツェーレは本件で問題となったエリスロポエチンの使用を認めると同時に「使用は（個人が行なったものではなく）スポンサーのためだった」というドーピングがチームによる組織的なものであることを示唆する供述を行なった。
その後バネストに移籍、翌1999年のツールでは、序盤の集団落車により絶望的な状況に追い込まれるものの、この大会から連覇街道をひた走ることになるランス・アームストロング（ドーピングによりタイトル剥奪及び永久追放）に続いて再び総合2位に食い込んだ。2002年はツール・ド・スイスで総合優勝を果たす。2004年に引退した。
現役時代は肝心な所での落車が多く、優勝候補と目されたレースでも度々棒に振ることがあった。これは極度の近視によるもので、監督からは常々視力矯正手術を受けるよう要請されていたが、最後まで眼鏡レンズを内蔵したゴーグルの使用にこだわった。